# Rhipidocephala mirabilis
Rhipidocephala mirabilis är en tvåvingeart som först beskrevs av Hull 1958.  Rhipidocephala mirabilis ingår i släktet Rhipidocephala och familjen rovflugor. Inga underarter finns listade i Catalogue of Life.